# أحمد منوجهر خان
| خان لورستان                 |                                                       |
|                             |                                                       |
| أحمد منوجهر خان والي پشتكوه |                                                       |
| السابق                      | علي قلي خان (الخان الثالث لبلاد اللور من أسرة الولاة) |
| ولاية العهد                 | الأمير الحسين خان الثاني                              |
| فترة الحكم                  | من 1642م (تقريباً) إلى 1665م (تقريباً)                  |
| اللاحق                      | الحسين خان الثاني                                     |
| اللقب                       | خان لرستان وبروجرد والي خوزستان (والي عربستان)        |
| حياته                       |                                                       |
| مكان الوفاة                 | مدينة خرم آباد                                        |
| الأب                        | الحسين خان الأول                                      |
| الأبناء                     | الحسين خان الثاني                                     |
| خانات لورستان               |                                                       |

أحمد منوجهر خان بن الحسين خان الأول الأكبر العلوي. هو رابع خانات بشتكوه وبروجرد وبلاد اللور من عائلة ولاة لرستان.

## توليه الحكم
خلف أبن شقيقه (علي قلي خان بن محمد شاه ويردي خان الأول بن الحسين خان الأول الأكبر) نتيجة عدم تدبر علي قلي خان بأمور الحكم، فأتفق أغلب أفراد عائلة خانات لرستان على ازاحته.
فتم تنصيب عمه أحمد منوجهر خان بن الحسين خان الأول الأكبر حاكماً على لورستان وبروجرد وبموافقة من شاه إيران باعتباره أرشد أفراد العائلة (تولي الحكم بموافقة شاه إيران، بأعتبار أن خانات لرستان كانوا حكام تحت السيادة الصفوية منذ عهد الشاه عباس الأول وحتى انتهاء تبعية خانات لرستان للصفويين، والتي إنتهت بإعلان الاستقلال من قبل سابع الخانات «علي مردان خان» أواخر أيام الصفويين).

## صفة حكمه
كان يتصف حكم أحمد منوجهر خان بالحزم وحسن الإدارة، وذلك لما اكتسبه من خبرة بأمور الحكم عندما كان حاكماً على مقاطعة (صيمرة) غرب لورستان (في محافظة إيلام اليوم) خلال فترة حكم شقيقه خان لرستان (محمد شاه ويردي خان الأول).

## فتح خوزستان
كان المشعشعيين مسُيطرين على أراضي الأحواز (خوزستان) منذ فترة طويلة للغاية، حتى قبل ظهور مؤسس الدولة الصفوية الشاه إسماعيل الصفوي؛ والذي بظهوره كحاكم قوي للبلاد رافضاً أي منازع له بالسلطة، أراد أن ينهي بذلك الإمارة المشعشعية، فوجه لهم جيش كبير بغية القضاء عليهم تماماً.
رغم أن الجيش الصفوي كاد أن ينهي مهمته إلا أن حركة المشعشعيين لم تنتهي في المنطقة نتيجة مقاومة بعض الأهالي مما جعل الشاه إسماعيل الصفوي يعترف بحكمهم، شريطة تبعيتهم لحكومته كأي ولاية أو إقليم آخر تابع له، فأتفق الطرفان على ذلك.
الا أن الحركات الاستقلالية من قبل المشعشعيين كانت كثيرة؛ صادف إحداها أيام احمد منوچهر خان.
حيث ثار (السيد حسين المشعشعي) على والده حاكم خوزستان (السيد علي المشعشعي) مطالباً بالحكم، لذلك اوعز الشاه لوالي لورستان (احمد منوچهر خان) بأن يحرك جيشاً من ولايته إلى الأحواز جنوباً لينهي هذا التمرد.
فخرج أحمد منوجهر خان بنفسه على رأس القوات اللورية متجها جنوبا لعاصمة المشعشعيين (الحويزة).
وتمكن الخان من دخول خوزستان ونجح بتهدئة الأوضاع، إلا أنه علم بأن السيد حسين أصبح يطالب بالحكم بشكل مستقل تماماً عن الدولة الصفوية وقد أيده عدد كبير من الخوزستانيون، لكن منوجهر خان تمكن من الثائرين وقام بخلع المشعشعيين عن الحكم وقام بإرسال حاشية الحاكم بما فيهم السيد علي وأبنه المتمرد السيد حسين إلى العاصمة الصفوية أصفهان، وأجبر سكان خوزستان على طاعته وقبض على الأمور فيها، وظل يمارس حكمه على كل من لورستان وخوزستان زهاء العامين، لكن ازداد استياء الخوزستانيين فيما بعد، وخصوصاً من هواية أحمد منوجهر خان في جمع الخيول العربية الأصيلة وبناء الاسطبلات لها، حيث كانت تلك الخيول تشكل أحد الموارد لسكان تلك الأقاليم 
لذلك ازداد ضجر السكان والقادة من الخان، وبدأوا بالتخطيط للتخلص منه، فشعر منوجهر خان بما يدبر له فأرسل طلباً للشاه بأن يعفيه من إدارة الأقاليم الجنوبية (أي خوزستان أو الأحواز) وأن يعين سيداً مشعشعياً آخر ارضاءاً للأهالي وتحقيقاً لرغباتهم.
فأجاب الشاه لرغبة الخان واتجه منوجهر خان مع حاشيته شمالاً عائدين إلى قلعة فلك الأفلاك بالعاصمة اللورية خرم آباد وظل مقيماً في دار حكمه لا يبرحه ابداً، حتى وافاه الأجل.

## وفاته
توفي الخان أحمد منوجهر في مدينة خرم آباد في قلعة فلك الأفلاك.
تولى الحكم بعده أبنه الأمير الحسين خان الثاني، وبموافقة من حكومة الشاه.